# Лыжные гонки на зимних Олимпийских играх 1960

На зимних Олимпийских играх 1960 года в Скво-Вэлли в лыжных гонках было разыграно 6 комплектов наград — 4 среди мужчин (15 км, 30 км, 50 км и эстафета 4×10 км) и 2 среди женщин (10 км и эстафета 3×5 км). Программа соревнований по сравнению с Олимпийскими играми 1956 года в Кортина-д’Ампеццо изменений не претерпела. Все гонки, кроме эстафет, проходили с раздельным стартом участников.
Соревнования прошли с 19 по 27 февраля в 65-ти километрах от Скво-Вэлли в местечке Маккинни Крик, на правом берегу озера Тахо. Старт и финиш гонок происходил на стадионе «Маккинни Крик», который был специально построен к Олимпиаде. В соревнованиях принял участие 112 спортсменов (88 мужчин и 24 женщины) из 19 стран.
В общем медальном зачёте в лыжных гонках лучшими стали шведские лыжники, выигравшие 2 золота, 2 серебра и 1 бронзу. По общему количеству медалей лучшими стали советские лыжники, завоевавшие 6 медалей, но лишь одна из них была золотой. 
В соревнований женщин, в индивидуальной гонке советские лыжницы заняли первые 4 места, но несмотря на это уступили сборной Швеции в эстафете.

## Медалисты

### Мужчины

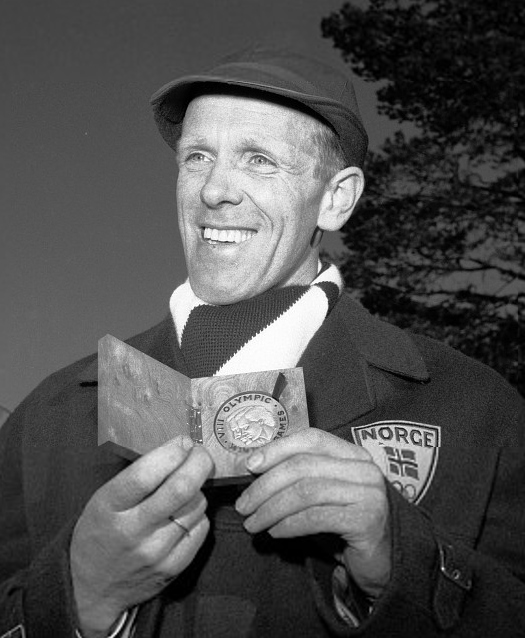
Норвежец Хокон Брусвеэн со своей золотой медалью

| Дисциплина                     | Золото                                                                         | Серебро                                                                         | Бронза                                                                         |
| 15 км см. подробнее            | Хокон Брусвеэн Норвегия                                                        | Сикстен Йернберг Швеция                                                         | Вейкко Хакулинен Финляндия                                                     |
| 30 км см. подробнее            | Сикстен Йернберг Швеция                                                        | Рольф Ремгорд Швеция                                                            | Николай Аникин СССР                                                            |
| 50 км см. подробнее            | Калеви Хямяляйнен Финляндия                                                    | Вейкко Хакулинен Финляндия                                                      | Рольф Ремгорд Швеция                                                           |
| Эстафета 4×10 км см. подробнее | Финляндия · Тойми Алатало · Ээро Мянтюранта · Вяйнё Хухтала · Вейкко Хакулинен | Норвегия · Харальд Грённинген · Хальгейр Бренден · Эйнар Эстбю · Хокон Брусвеэн | СССР · Анатолий Шелюхин · Геннадий Ваганов · Алексей Кузнецов · Николай Аникин |

### Женщины
| Дисциплина                    | Золото                                                            | Серебро                                                 | Бронза                                                  |
| 10 км см. подробнее           | Мария Гусакова СССР                                               | Любовь Козырева СССР                                    | Радья Ерошина СССР                                      |
| Эстафета 4×5 км см. подробнее | Швеция · Ирма Юханссон · Бритт Страндберг · Соня Рутстрём-Эдстрём | СССР · Радья Ерошина · Мария Гусакова · Любовь Козырева | Финляндия · Сийри Рантанен · Ээва Руоппа · Тойни Пёусти |

## Общий зачёт
(Жирным выделено самое большое количество медалей в своей категории)
| Общее количество медалей |           |        |         |        |       |
| Место                    | Страна    | Золото | Серебро | Бронза | Всего |
| 1                        | Швеция    | 2      | 2       | 1      | 5     |
| 2                        | Финляндия | 2      | 1       | 2      | 5     |
| 3                        | СССР      | 1      | 2       | 3      | 6     |
| 4                        | Норвегия  | 1      | 1       | 0      | 2     |